# Mariela Vitale
Mariela Vitale Emme, née le 20 décembre 1982 à Buenos Aires, est une actrice argentine.

## Filmographie
- 2012 : Ni un hombre más : Nina
- 2012 : Rouge amargo : Cyntia
- 2010 : Hija del sol (court-métrage) : Sandra
- 2010 : Eva and Lola : Lola
- 2009 : Botineras (série TV) : Solange Cuchi
- 2009 : El Niño pez (The Fish Child) : La Guayi
- 2006 : Al Límite (mini-série TV)